# 張用賓
張用賓（？—？），湖北省武昌府江夏縣人，清朝政治人物、同進士出身。
光緒十五年（1889年），参加光緒己丑科殿試，登進士三甲49名。同年五月，著主事，分部学习。